# 최강입시전설 꼴찌, 동경대 가다!
《최강입시전설 꼴찌, 동경대 가다! 》(원제목: 일본어: ドラゴン桜 도라곤자쿠라[*])는 일본의 만화로 미타 노리후사가 집필하였다. 2003년부터 2007년까지 고단샤의 모닝에서 연재되어, 단행본은 총 21권으로 완결되었다. 2005년 일본의 TBS에서 텔레비전 드라마로는 제작, 방송되었고, 대한민국 제작 드라마의 경우, KBS 드라마본부에서 《공부의 신》이라는 국내 제작 드라마로 2010년 상반기에 방영한 바 있다.

## 개요
원작 만화는 여러 가지의 수험 생활 요령과 공부 방법을 소개하여, 와다 히데키의 저서 《수험은 요령》이나 후쿠이 카즈시게의 저서 《일발역전○기밀 공부비법》과 함께 나란히 일본의 수험 업계에서 화제를 일으키고 있다.
또한, 육아에 관련된 에피소드도 많이 포함되어 있어 작품이 적용될 수 있는 영역이 넓다. 본문에서는, 사쿠라기가 (어디까지나 그의 세계관에 근거한 것이지만) 고등학생이나 여타 학생들에게 "무엇을 위해 공부를 하는가"라는 중요한 문제를 해결하는데 계기를 만들어주고 있지만, 현실의 만만치 않음을 학생들에게 인식시켜 나간다.
덧붙여 말하자면, 《최강입시전설 꼴찌, 동경대 가다!》의 원제는 작품의 무대인 류잔고등학교의 앞 글자(龍)와 벚꽃이 필 무렵의 '합격'을 의미하는 벚꽃나무(桜)에서 따 온 신조어로, 교정에 심어지는 이 나무는 내년 4월 도쿄대학교에 합격하겠다는 맹세의 나무 그리고 사쿠라기에게는 류잔고교의 체제에 대한 도전장과 거물급 변호사가 되기 위한 이정표 같은 것이다.
2005년 일본 TBS에서 드라마로 제작되었지만, 학생의 수가 원작보다 많이 등장하고 미즈노(나가사와 마사미)와 야지마(야마시타 토모히사)의 러브신이 있으며, 야지마의 집이 굉장히 가난하게 설정되는 등 원작과 큰 차이를 보인다. 또한 이후 사토미 란에 의해 소설화되기도 한다. 대한민국에서는, 본 작품을 원작으로 한 드라마 《공부의 신》이 2010년 1월 4일부터 2월 23일까지 KBS에서 방송되었다. (원작에서는 국립 도쿄대학교었던 설정이 국립 천하대학교로 대체되었다.) 제29회 고단샤 만화상, 2005년 문화청 미디어예술제 만화부분 우수상을 수상했다.
2007년 10월부터 《주간 모닝》 에서, 이 작품의 속편에 해당하는 〈엔젤뱅크 : 드래곤 자쿠라 외전〉을 연재 개시하였고, '전직'을 주제로 하고 있다.
작가 본인은 메이지대학교 출신이지만, 드래곤 자쿠라의 코단샤 담당자가 도쿄대학교 출신으로 '도쿄대 따위 간단하게 들어갈 수 있다'는 메시지의 전반적인 부분은 그의 경험이 소재가 되었다. 그렇다.

## 줄거리
폭주족 출신의 변호사 사쿠라기 켄지가 경영 파탄상태가 되어 낙오된 사립 류잔고등학교를 일견 기발하다고 생각되는 방법으로 바로 세우는 이야기.
- 사쿠라기는 학교의 경영상태를 개선하기 위해서는 진학실적, 그것도 도쿄대학교 합격자를 많이 배출하는 것이 손쉽고 빠르다고 생각해, 낙오된 학생들을 도쿄대학교에 합격시키기 위한 특별 진학반을 개설한다. 거기에 이전부터 수험지도에 큰 실적을 올렸으면서도, 여러 가지 사정때문에 교단에서 사라졌다던 개성이 넘치는 교사들을 모아 온다. 그러는 한편, 원래 이 학교에 재직하고 있던 교사에 대해서는 대규모 구조조정을 실시하겠다고 나서, 당연히 교사들의 반발이 커지게 된다. 과연 사쿠라기의 의도대로, 낙오자였던 학생들은 도쿄대학교에 합격하고 경영파탄에 이르렀던 학교가 다시 서는 일은 가능할 것인가…?

## 등장인물

### 교사
사쿠라기 켄지
한 때 폭주족이었다는 이색 경력을 가진 가난한 변호사. 변호사 최고의 영예인 토라노몬에 사무소를 차리기 위한 첫 걸음으로, 류잔고등학교의 재건에 나선다. 특별 진학반의 담임이며, 한편으로는 센터시험 과목인 세계사를 '스크럼 공부법' (자신이 배우지 않았던 세계사를 3명이 함께 나누어서 공부)으로 학생과 같이 공부한다. 삶의 방식으로 철저하게 리얼리즘을 고수하고, 자신의 생각을 확실하게 타인에게 전하며, 성격은 느긋하고 거리낌없이 솔직하다. 좋게 말하면 냉정하고 이론적인, 나쁘게 말하면 냉혹하고 억압적이고 논리만 따지는 인간.
이노 마마코
류잔고등학교의 영어교사. 과거에 맞선 파티에서 사쿠라기를 만나, 개인적인 만남으로까지 이르렀지만, 그 뒤 연락이 끊어진 일로 사쿠라기를 원망하고 있다 (정확하게는 사쿠라기가 전화를 정지당하고 있던 것 뿐이었다.) 매사에 항상 도망칠 구석을 마련해 놓고 자기를 보신하려고 하는 성격. 학생에게는 공부를 밀어붙이면서, 자신에게 귀찮은 일을 밀어 붙이는 것은 싫어하며, 제멋대로인 이유로 사쿠라기와 카와구치의 지도방침에 대항한다. 〈엔젤뱅크 : 드래곤사쿠라 외전〉에서는 주인공으로 등장.
야나기 테츠노스케
특별 진학반의 강사로 맨 처음으로 등장한다. 담당은 수학. 한 때 도쿄대학교 진학실적으로 이름이 높았던 전설의 '야나기 학원'의 원장. '고등학교 수학의 귀신'으로 불리며, 수험생들이 두려워했다. "주입식이야말로 진정한 교육이다"라는 신념은, 유토리 교육 전성기인(사쿠라기가 '세상이 연약한 쪽으로 흐르고 있다'고 말한) 현재에는 '시대에 맞지 않는 방식'으로 학생과 학부모들에게 외면당한다. 이전에 아인과 함께 수업을 했던 경험이 있다.
아쿠타야마 류자부로
특별 진학반의 세 번째 강사로 등장한다. 담당은 국어. 풍모와 언행은 점잖은 인상이지만, 국어를 대하는 자세에는 의연한 엄격함을 지니고 있다. 국어는 모든 교과목의 시험점수에 영향을 주는 근본이라고 할 정도로 중요하다는 생각을 가지고 있다. 학생들에게 항상 '왜?'라는 의문을 가지게 하고, 문제를 만들어 필자의 의도를 파악하는 수업 등을 실시한다. 이름은 아쿠타가와 류노스케에서 따왔다.

## 같이 보기
- 드래곤 사쿠라 : 2005년 일본의 TBS에서 제작, 방송된 드라마.
- 공부의 신 : 2010년 대한민국의 KBS에서 제작, 방송된 리메이크 드라마.